# Sebastian Stöckl

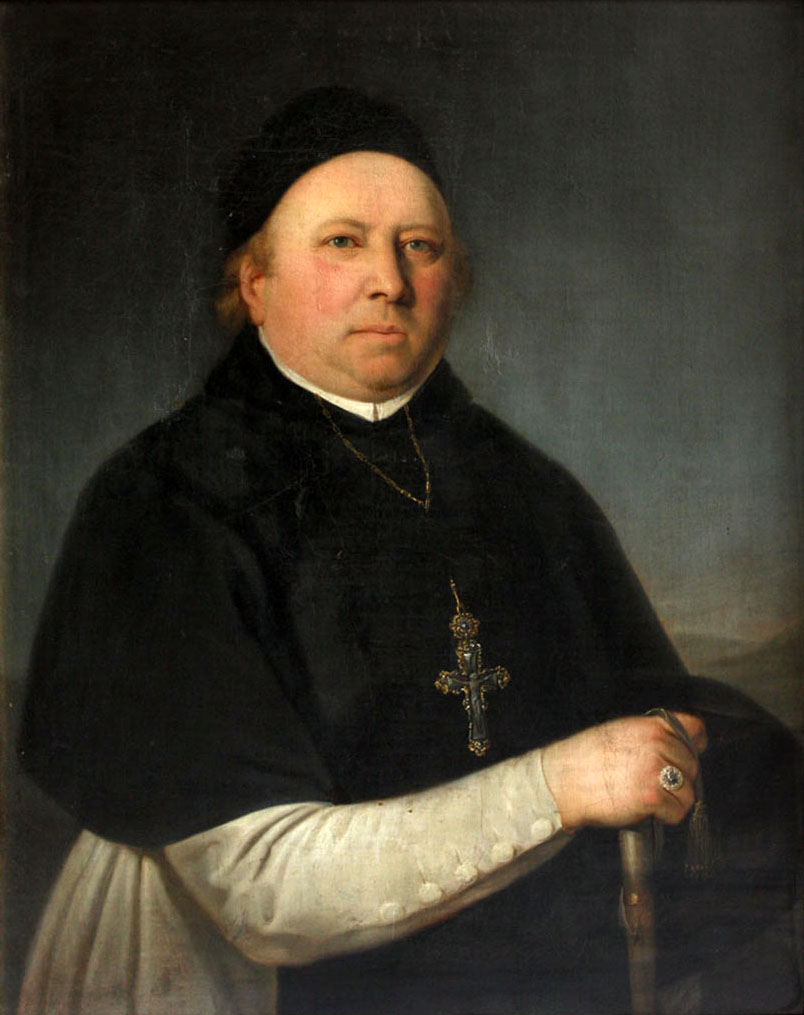
Abt Sebastian Stöckl, Porträt von Josef Schöpf

Sebastian Stöckl (* 16. August 1752 in Pettneu am Arlberg als Franz Rochus Stöckl; † 10. November 1819 in Stams) war von 1790 bis 1819 Abt des Stiftes Stams.

## Leben
Franz Rochus Stöckl wurde als Sohn eines Erb- und Gasthofbesitzer geboren. Er besuchte das Gymnasium der Jesuiten in Hall und trat 1770 unter dem Ordensnamen Sebastian in das Zisterzienserkloster Stams ein (zeitgleich mit dem Komponisten Stefan Paluselli). Nach dem Studium an der Hauslehranstalt des Klosters wurde er 1775 in Trient im Castel Buon Consiglio zum Priester geweiht. Nachdem er 1778 die staatliche Lehrbefähigung erworben hatte, war er in Stams als Theologieprofessor tätig bis Kaiser Joseph II. die Studienanstalten der Klöster verbot. 1785 übernahm er die ehemalige Augustinerpfarre Seefeld und die Verwaltung der dazugehörenden Immobilien. 1790 wurde er zum Abt des Stiftes Stams gewählt, das zwar auch unter den Reformen des Josephinismus zu leiden hatte, aber nicht aufgehoben wurde. Erst während der Zeit des bayrischen Interregnums (1806–1814) wurde es unter staatliche Verwaltung gestellt, was einer Aufhebung gleichkam. Nach der Rückgabe Tirols an Österreich 1816 konnte Stöckl die Wiederherstellung des Klosters erreichen, war aber schon so krank, dass er wenige Jahre später starb.
Als Abgeordneter beim Landtag in Bozen initiierte Stöckl 1796 das Gelöbnis des Landes Tirol an das „Heilige Herz Jesu“. Aus dieser Initiative ging das Herz-Jesu-Fest hervor, das noch heute eine wichtige Rolle in der Tiroler Volksfrömmigkeit spielt.

## Gedenken
Im 1991 verliehenen Gemeindewappen von Pettneu am Arlberg erinnert ein Herz an den Sohn der Gemeinde als Begründer der Herz-Jesu-Verehrung. Die Schützenkompanie Pettneu beschloss 2008 den Namenszusatz „Abt Sebastian Stöckl“.